# Renault R29
Renault R29, ili R30 je bolid francuske momčadi Renault F1 za sezonu 2009. Renault je svoj bolid predstavio 19. siječnja 2009. u Portugalu, na novoj, zasad testnoj stazi Algarve.Renault F1 Team je ove sezone u konstruktorskom poretku zauzeo 8. mjesto s ukupno 26 bodova. U poretku vozača Romain Grosjean našao se na 23. mjestu s 0 bodova, dok je Fernando Alonso zauzeo 9. mjesto s ukupno 26 bodova.

## Promjene u Renaultu

### Livreji
Renault R29 privukao je veliku pažnju zbog svojih novih boja. Iako i dalje dominira Renaultova žuta i ING-ova bijelo-narančasta kombinacija, dolaskom Totala, francuske naftne kompanije, na bolidu se našla i crvena boja.

### Vozačke promjene
Na prezentaciji bolida je potvrđeno da će Fernando Alonso i Nelsinho Piquet biti startni vozači, dok će Romain Grosjean biti primarni test i rezervni vozač francuske momčadi, a objavljeno je i da su Davide Valsecchi, vozač Formule Renault 3.5, i Marco Sorensen, sezonu prije natjecatelj u Formuli Ford, postali članovi razvojnog programa za vozače za 2009. Nakon afere "Chrashgate" mjesto Piqueta u Renault F1 Team naslijedio je Grosjean. Grosjean je na vozačko mjesto umjesto Piqueta sjeo prvi put u utrci Velike nagrade Europe.

## Bolid
R29 prije službenog predstavljanja nije prošao FIA-in obavezni crash test, točnije nije prošao frontalni i bočni crash test - dva od ukupno tri obavezna testa. R29 konstruiran prema novom pravilniku u kojem momčadi imaju pravo koristiti sistem za obnovu kinetičke energije KERS. 19. ožujka Renault je postao prva momčad koja je potvrdila korištenje tog revolucionarnog sustava na premijernoj utrci za VN Australije.
Međutim, do kraja godine, Renault je uz BMW Sauber odustao u uvjerenju od milijunske investicije u kontroverzni sistem da ne donosi prednost performansama.
Renaultova nadanja da se bori za naslov prvaka zapečaćena FIA-inom odlukom o definitivnoj legalizaciji dvostrukog difuzora. Većina momčadi uz McLaren i Ferrari u sezonu je krenula bez dvostrukog difuzora, a momčadi s njim poput Brawna, Toyote i Williamsa bile su veoma konkurentne i brze. 18. travnja Renault je postavio dvostruki difuzor na R29.

## Renault u F1 sezoni 2009.[9]

### Kratki pregled
Renault F1 Team je početku pokazao konkurentnost u krugu bolida koji su poštivali nova pravila i imali standardne difuzore. Napornim radom, nadograđivanjem bolida i uvođenjem dvostrukog difuzora, po Alonsovoj izjavi, bili su u jednom trenutku sezone treći najbrži na gridu. No, unatoč do sada najvećem proračunu, većem od 350 milijuna dolara, vozači i momčad nisu postigli očekivani uspjeh. Neodgovarajuća konstrukcija bolida dodatno narušena težinom KERS-a te neprilagođenost dvostrukom difuzoru dovela je do odluke Renault F1 Teama da u sredini sezone zaustave razvoj R29 te da se posvete novom R30 bolidu. Ta je odluka na kraju rezultirala time da je R29 bio među najsporijima u posljednjoj utrci sezone.

### Problemi s proračunom
| Romain Grosjean je tijekom sezone 2009. zamijenio Nelsinha Piqueta u R29 |  | Romain Grosjean je tijekom sezone 2009. zamijenio Nelsinha Piqueta u R29 |
| Romain Grosjean je tijekom sezone 2009. zamijenio Nelsinha Piqueta u R29 |  | Nelsinho Piquet tijekom godine u Renaultu nije dokazao svoj talent       |

Ovu sezonu obilježila su nova proračunska pravila koja su natjerala Renault da se priključi Toyoti, McLaren-Mercedesu, Red Bullu, BMW-Sauberu, Brawn GP-u, Toro Rossu i Ferrariju, koji su zaprijetili napuštanjem Formule 1 na kraju 2009. godine ako se ne promijene pravila za 2010. i ne ukine ograničenje proračuna. Svjetsko vijeće Međunarodne automobilske federacije (FIA) u travnju je donijelo odluku da se od 2010. godine proračuni momčadi ograniče na 45 milijuna eura, pri čemu bi momčadi koje to prihvate imale veću tehničku slobodu na područjima kao što su motori i aerodinamika, dok bi momčadima koje odluče trošiti više ta sloboda biti ograničena. Na kraju, do kompromisnog rješenja se ipak došlo na sastanku FIA-e i FOTA-e u Parizu, pri čemu je postignut dogovor oko načina na koji bi se mogli reducirati budući troškovi natjecanja.

### Afera "Crashgate" - namještanje Velike nagrade Singapura 2008. godine
Renault F1 Team ove je sezone doživio veliko poniženje nakon što je otkriveno da je Velika nagrada Singapura 2008. namještena. Tadašnji se vozač francuske momčadi Nelsinho Piquet, u dogovoru s Flavijom Briatoreom i glavnim direktorom inženjeringa Patom Symondsom, namjerno zabio u ogradu kako bi izazvao izlazak sigurnosnog vozila na stazu. Time su omogućili pobjedu njegovom momčadskom kolegi Fernandu Alonsu. Renault je na kraju priznao krivnju, a vodstvo Renaulta objavilo je kako su rezultati njihove interne istrage pokazali da su urotu osmislili Biatore, Symonds i Piquet te da drugi članovi momčadi nisu o tome znali ništa što ih je spasilo od možda najveće kazne u povijesti Formule 1, a to je izbacivanje iz prvenstva.

### Zabrane u F1
Svjetsko motorsport vijeće (WMSC), koje djeluje pri Međunarodnoj automobilskoj federaciji (FIA), odlučilo je Flavija Biatorea, tadašnjeg šefa F1 momčadi Renaulta, kazniti doživotnom zabranom obnašanja svih funkcija u Formuli 1. Tadašnji glavni inženjer Pat Symonds dobio petogodišnju suspenziju, a Renault momčad dvogodišnju uvjetnu kaznu. Za novog, privremenog šefa momčadi imenovan je Bob Bell, koji je do tada obnašao dužnost tehničkog direktora. 

## Potpuni popis rezultata u F1
(legenda) (Utrke označene debelim slovima označuju najbolju startnu poziciju) (Utrke označene kosim slovima označuju najbrži krug utrke)
| Godina | Momčad              | Motor           | Gume | Vozači   | 1   | 2   | 3   | 4   | 5   | 6   | 7   | 8   | 9   | 10  | 11  | 12  | 13  | 14  | 15  | 16  | 17  | Bodova | Poredak |
| ------ | ------------------- | --------------- | ---- | -------- | --- | --- | --- | --- | --- | --- | --- | --- | --- | --- | --- | --- | --- | --- | --- | --- | --- | ------ | ------- |
| 2009.  | ING Renault F1 Team | Renault RS27 V8 | B    |          | AUS | MAL | KIN | BHR | ŠPA | MON | TUR | VBR | NJE | MAĐ | EUR | BEL | ITA | SIN | JAP | BRA | ABU | 26.    | 8.      |
| 2009.  | ING Renault F1 Team | Renault RS27 V8 | B    | Alonso   | 5   | 11  | 9   | 8   | 5   | 7   | 10  | 14  | 7   | Ret | 6   | Ret | 5   | 3   | 10  | Ret | 14  | 26.    | 8.      |
| 2009.  | ING Renault F1 Team | Renault RS27 V8 | B    | Piquet   | Ret | 15  | 16  | 10  | 12  | Ret | 16  | 12  | 13  | 12  |     |     |     |     |     |     |     | 26.    | 8.      |
| 2009.  | ING Renault F1 Team | Renault RS27 V8 | B    | Grosjean |     |     |     |     |     |     |     |     |     |     | 15  | Ret | 15  | Ret | 16  | 13  | 18  | 26.    | 8.      |

## Vanjske poveznice
- Službena stranica Renault F1 Team  Arhivirana inačica izvorne stranice od 26. svibnja 2005. (Wayback Machine)